# Coenotephria ambustaria
Coenotephria ambustaria là một loài bướm đêm trong họ Geometridae.